# Krieglach
Krieglach è un comune austriaco del distretto di Bruck-Mürzzuschlag, nella Stiria.